# Márcia Regina
Márcia Regina de Lima (Cuiabá, 1 de outubro de 1971) é uma atriz, dubladora e diretora de dublagem brasileira. É irmã do também dublador Mauro Eduardo. Atuou na telenovela João Brasileiro, o Bom Baiano, em 1978 na extinta Rede Tupi, onde viveu a personagem Lígia. Foi a locutora oficial do canal Animax. Dublou Misty em Pokémon e Hayley Smith em American Dad!
Márcia Regina é considerada um dos nomes famosos da dublagem paulista. Em 1996, foi uma das responsáveis pelo destaque obtido pela versão de Shurato produzida pela Dubla Vídeo, tida como uma das melhores dublagens de anime já produzidas no Brasil.
Em 2004, foi homenageada no II Prêmio Yamato, considerado o "Oscar da Dublagem Brasileira", juntamente com quatro outro dubladores, pelo trabalho da equipa em O Mundo de Beakman.
Foi novamente homenageada no III Prêmio Yamato, em 2005, com outros três dubladores, pelo trabalho de dublagem realizado em Sailor Moon. Neste ano, também foi indicada à categoria Melhor Dubladora de Protagonista, por seu trabalho como Sora em Kaleido Star.
Em 2007, ganhou um Oscar da Dublagem no V Prêmio Yamato como melhor dubladora coadjuvante, por ter emprestado sua voz a Shampoo no anime Ranma 1/2.

## Dublagem
- Chiharu em Sakura Card Captors [8]
- Lengue, a Rainha Nahla e Minna (irmã de Gai) em Shurato[9]
- Misty em Pokémon[10]
- Lucy (Yvonne Wandera) em Detroit: Become Human